# Морин, Стивен
Сти́вен Пи́тер Мо́рин (англ. Stephen Peter Morin, 19 февраля 1951 — 13 марта 1985) — американский серийный убийца, действовавший в 1970-х и начале 1980-х годов.  Его жертвами становились молодые девушки и женщины. Так как Морин вёл бродяжнический образ жизни и постоянно перемещался по территории страны, точное число его жертв неизвестно. В начале 1980-х годов маньяк числился в первой десятке преступников, наиболее разыскиваемых ФБР на территории США.
Суд признал Морина вменяемым и приговорил его к смертной казни путём смертельной инъекции. В 1985 году приговор был приведён в исполнение.

## Ранние годы
О ранних годах Морина известно очень мало. Известно, что Стивен родился 19 февраля 1951 года в городе Провиденс, штат Род-Айленд. Рос в социально неблагополучной обстановке. Рано бросил школу. В подростковые годы Стивен начал увлекаться наркотическими веществами, и стал сторонником духовных и материальных ценностей криминальной субкультуры, в связи с чем начал вести криминальный образ жизни.
В середине 1960-х годов Стивен подвергся аресту на территории штата Флорида за угон автомобиля. Он был осужден и некоторое время провел в учреждении для несовершеннолетних преступников. Освободившись в 1968 году, Стивен покидает пределы штата Флорида и начинает вести бродяжнический образ жизни. Большую часть 1970-х Морин провел в Северной Калифорнии, в области залива Сан-Франциско, постоянно меняя места жительства и соблюдая конспирацию, для чего он использовал ряд псевдонимов для совершения различных правонарушений. Некоторое время Стивен проживал в городе Сан-Франциско, где работал автомехаником и строителем.

## Криминальная карьера
Начиная с 1970-х годов Стивен Морин впал в тяжёлую наркозависимость и вел бродяжнический образ жизни. В 1976 году в городе Сан-Франциско Морин совершил нападение на 14-летнюю девушку, в ходе которого похитил и изнасиловал ее. После совершения преступления он был объявлен в федеральный розыск. Находясь в розыске, Морин совершил серию убийств молодых женщин и девушек на территории разных штатов. Так в январе 1980 года он совершил похищение 19-летней Сьюзан Билот в городе Лас-Вегас, штат Невада. Ее тело было найдено только лишь четыре месяца спустя на территории штата Юта.
В июне 1980 года схожим образом было совершено похищение 20-летней Шерил Энн Дэниел, чей труп был впоследствии найден спустя 6 месяцев также на территории штата Юта. Обе женщины были застрелены. Возле тела Дэниелс была найдена кредитная карта, зарегистрированная на имя Морина, что позволило следствию связать эти убийства со Стивеном. В конце 1981 года преступник приехал в штат Колорадо, где осенью 1981 года совершил убийство 23-летней Шейлы Уолен в городе Денвер. После убийства Уолен Морин переехал в штат Техас, где вскоре в городе Сан-Антонио совершил нападение на 21-летнюю Дженну Брюс, которая была найдена задушенной 2 декабря.
11 декабря 1981 года убийца совершил еще одно убийство, застрелив 21-летнюю Кэри Скотт во время попытки угона ее автомобиля, после чего совершил похищение 14-летней девушки и, удерживая ее в качестве заложника, покинул Сан-Антонио и переехал в город Остин.

## Арест
После убийства Кэрри Скотт отель в городе Сан-Антонио, где проживал Стивен Морин, был окружен и подвергнут обыску, в ходе которого была арестована 32-летняя Сара Кларк, сообщница Стивена Морина и освобождена 23-летняя Памела Джексон, которая была похищена 30-го ноября 1981 года. В ходе обыска также было обнаружено несколько фальшивых удостоверений личности, кредитных карт и карточек социального страхования, на основании чего Морина удалось связать по меньшей мере с 20 убийствами на территории 12 штатов США.
Стивен Морин был арестован днем 12 декабря на автовокзале города Остин. Он планировал сесть на автобус до города Форт-Уэрт с целью знакомства с известным телеевангелистом и проповедником Кеннетом Коуплендом. При аресте он не оказал сопротивления. Появившись в Остине, Морин отпустил заложницу 14-нюю Маргарет Мэйфилд Пэлм, не причинив ей вреда, после того как во время 10-часовой поездки девушка прочитала серийному убийце записи Коупленда. Морин отказался сотрудничать со следствием и придерживался принципа презумпции невиновности.

## Суд
Стивену Морину были предъявлены обвинения в убийстве Кэрри Скотт и Дженны Брюс. Так как доказательств причастности Стивена к этим убийствам было много, он признал себя виновным и приговорен к смертной казни в феврале 1984 года, после чего был экстрадирован в штат Колорадо, где предстал перед судом по обвинению в убийстве Шейлы Уолен, за которое был впоследствии также приговорен к смертной казни в конце 1984 года. После чего он должен быть экстрадирован в штат Юта для судебного разбирательства по обвинению в других убийствах. Всего же Стивен Морин проверялся на причастность к более чем 20 убийствам, совершенных на территории штатов Юта, Колорадо, Невада, Вашингтон, Айдахо, Индиана, Миссури, Пенсильвания, Техас и Калифорния. Только на территории штата Невада Стивен Морин проверялся на причастность к 8 убийствам.

## В заключении
Оказавшись в заключении, Морин принял систему ценностей и постулатов христианства, став последователем этой религии и последователем  христианской миссии проповедника Кеннета Коупленда, с членами которой он начал сотрудничество. Казнь Стивена Морина была назначена на март 1985 года. Незадолго до этого осужденный заявил о нежелании подавать апелляцию с целью назначения нового судебного разбирательства и перенесении даты казни, в связи с чем вступил в конфликт со своим адвокатом Дэвидом Голдштейном, который подал ходатайство о проведении судебно-медицинской экспертизы с целью выявления признаков умственной отсталости или психических отклонений у своего подзащитного, но ходатайство было отклонено.

## Казнь
Стивен Питер Морин был казнен днем 13 марта 1985 года в тюрьме «Huntsville Unit» в городе Хантсвилл, штат Техас, посредством смертельной инъекции, в присутствии свидетелей из числа родственников жертв и одной своей подруги. В день казни Морин заказал свой последний ужин, включавший стейк, печеный картофель, сливочное масло, салат из зеленого горошка, банановый пудинг и кофе. В своём последнем слове, данном надзирателям и свидетелям своей казни, Стивен Морин изрек примерно следующее:«Отец, прости этих людей, потому что они не знают, что делают. Прости их, как ты простил меня, и я простил их. Господь Иисус, я отдаю тебе свою душу» (англ. «Father forgive these people for they know not what they do. Forgive them as you have forgiven me and I have forgiven them. Lord Jesus, I commit my soul to you»). Перед казнью Морин пребывал в крайне позитивном настроении. Из-за длительного употребления наркотических веществ у Стивена Морина произошло фатальное сужение вен и сосудов, вследствие чего медики пытались найти пригодную вену для введения физиологического раствора более 45 минут, что не имело прецедентов в истории.